# Вайкув
Вайкув (пол. Wajków) — село в Польщі, у гміні Мельник Сім'ятицького повіту Підляського воєводства.
Населення — 51 особа (2011).
У 1975-1998 роках село належало до Білостоцького воєводства.

## Демографія
Демографічна структура станом на 31 березня 2011 року:
|          | Загалом | Допрацездатний вік | Працездатний вік | Постпрацездатний вік |
| -------- | ------- | ------------------ | ---------------- | -------------------- |
| Чоловіки | 23      | 2                  | 15               | 6                    |
| Жінки    | 28      | 1                  | 13               | 14                   |
| Разом    | 51      | 3                  | 28               | 20                   |